# Samuel Joaquín Flores
Samuel Joaquín Flores (Guadalajara, Jalisco, 14 de febrero de 1937-ibídem, 8 de diciembre de 2014) fue un líder religioso mexicano, máximo dirigente de la Iglesia La Luz del Mundo, fundada por su padre, desde 1964 hasta su muerte.
Samuel es padre de su sucesor Naasón Joaquín García, quien saltó a la fama tras ser detenido y condenado por aceptación de delitos de abuso sexual infantil en Estados Unidos, de igual manera Samuel también ha sido señalado por abusar sexualmente de menores de edad, como una práctica habitual de los fundadores de la secta.

## Biografía

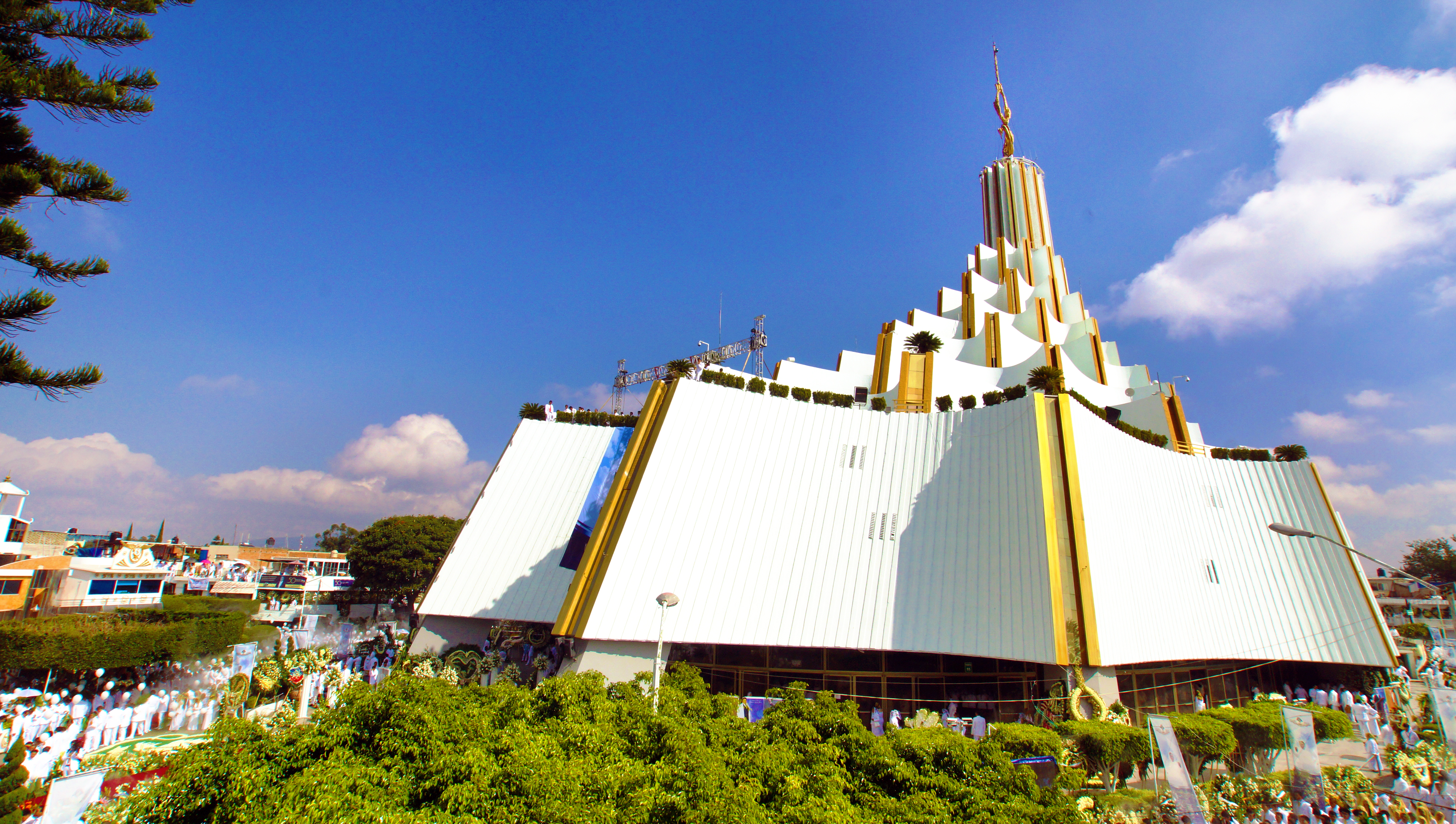
Templo Sede de La Luz de Mundo en Guadalajara, Jalisco.

Hijo de Eusebio Joaquín González, fundador de la Iglesia La Luz del Mundo, que más tarde se dio a conocer como el «hermano Aarón», y Elisa Flores. Joaquín Flores dedicó casi toda su vida al grupo religioso de su padre. Fue ministro  hasta los 27 años en Tepic, Nayarit, hasta el fallecimiento de su padre el 9 de junio de 1964, cuando asumió el liderazgo de este grupo religioso que entonces contaba con alrededor de 100 templos, principalmente en el Área Metropolitana de Guadalajara, y alrededor de 15 mil fieles.[cita requerida] El 17 de mayo de 1962, Joaquín Flores, quien se encontraba al frente como encargado de la Iglesia en Veracruz, contrajo matrimonio con Eva García López, en Guadalajara, con quien tuvo ocho hijos: Benjamín, Israel, Azael, Rahel, Naasón Merarí, Betsabé, Uzziel y Atlaí.
Bajo su administración, la iglesia La Luz del Mundo creció tanto en México como en el extranjero. En 2010, la iglesia contaba con 188 326 seguidores en México de acuerdo con el Censo de Población y Vivienda de Inegi.

## Fallecimiento
Samuel Joaquín Flores falleció el 8 de diciembre de 2014, en su domicilio ubicado en la colonia Hermosa Provincia, sede mundial de La Luz del Mundo en Guadalajara, Jalisco a los 77 años. A su funeral asistieron fieles de varios países, así como el entonces Gobernador del Estado de Jalisco, Aristóteles Sandoval, y el entonces presidente municipal de Guadalajara, Ramiro Hernández. Tras su muerte, su hijo Naasón Merari Joaquín García asumió el poder en La Luz del Mundo.

## Controversias

### Abuso sexual
Durante los años 1990, el periódico Los Angeles Times realizó una investigación en la cual se expuso el caso de una mujer de 31 años, exintegrante del grupo religioso, que aseguraba haber sido violada cuando era menor de edad por Samuel Joaquín Flores. De acuerdo con el mismo diario, la denunciante realizó su acusación ante las autoridades junto con tres acusadores más, miembros de la misma organización religiosa. Moisés Padilla, también exintegrante de la Luz del Mundo, aseguró haber sido violado cuando era menor de edad por el líder, acusaciones que no procedieron jurídicamente, citando falta de evidencia, y que la organización siempre negó. Fernando Flores, exsecretario general de la Federación Nacional de Colonos en Provincia, una organización de la iglesia afiliada a la Confederación Nacional de Organizaciones Populares, declaró también haber sido violado por Samuel Joaquín Flores, y que éste además se consideraba «un ángel sin sexo», que mantenía relaciones sexuales con hombres y mujeres.
La coacusada, de su hijo Naasón, Alondra Ocampo se declaró culpable de cuatro delitos graves relacionados con el abuso sexual de menores el 13 de octubre de 2020, en el marco del juicio donde finalmente Naasón Joaquín aceptó haber cometido delitos de abuso sexual a infantes. Ocampo alega que Samuel Joaquín Flores, la violó durante un viaje a Guadalajara cuando tenía ocho años, y que sufrió años de abuso sexual siendo menor de edad.
En febrero de 2020 fue presentada una demanda federal en los Estados Unidos contra la Iglesia La Luz del Mundo y Samuel Joaquín Flores y su hijo, el ya condenado por otros tres cargos de abuso sexual a menores, Naasón Joaquín García que alega que Samuel y su hijo abusaron sexualmente de una niña del sur de California con regularidad desde que tenía doce años hasta que cumplió los dieciocho.

### Rancho en Texas
En mayo de 2008, se hizo público que Samuel Joaquín Flores compró un zoológico con animales exóticos llamado Silver Wolf Ranch en las afueras de Seguin, Texas, que mantenía cerrado al público. La parcela estaba valuada en 1,7 millones de dólares en ese entonces. Las comunidades locales criticaron a Samuel por negarle acceso al público, dado que «las leyes federales de EE. UU. requieren que las organizaciones exentas de impuestos promuevan activamente su propósito para el beneficio al público, y no para su riqueza personal».